# Gregg L. Semenza

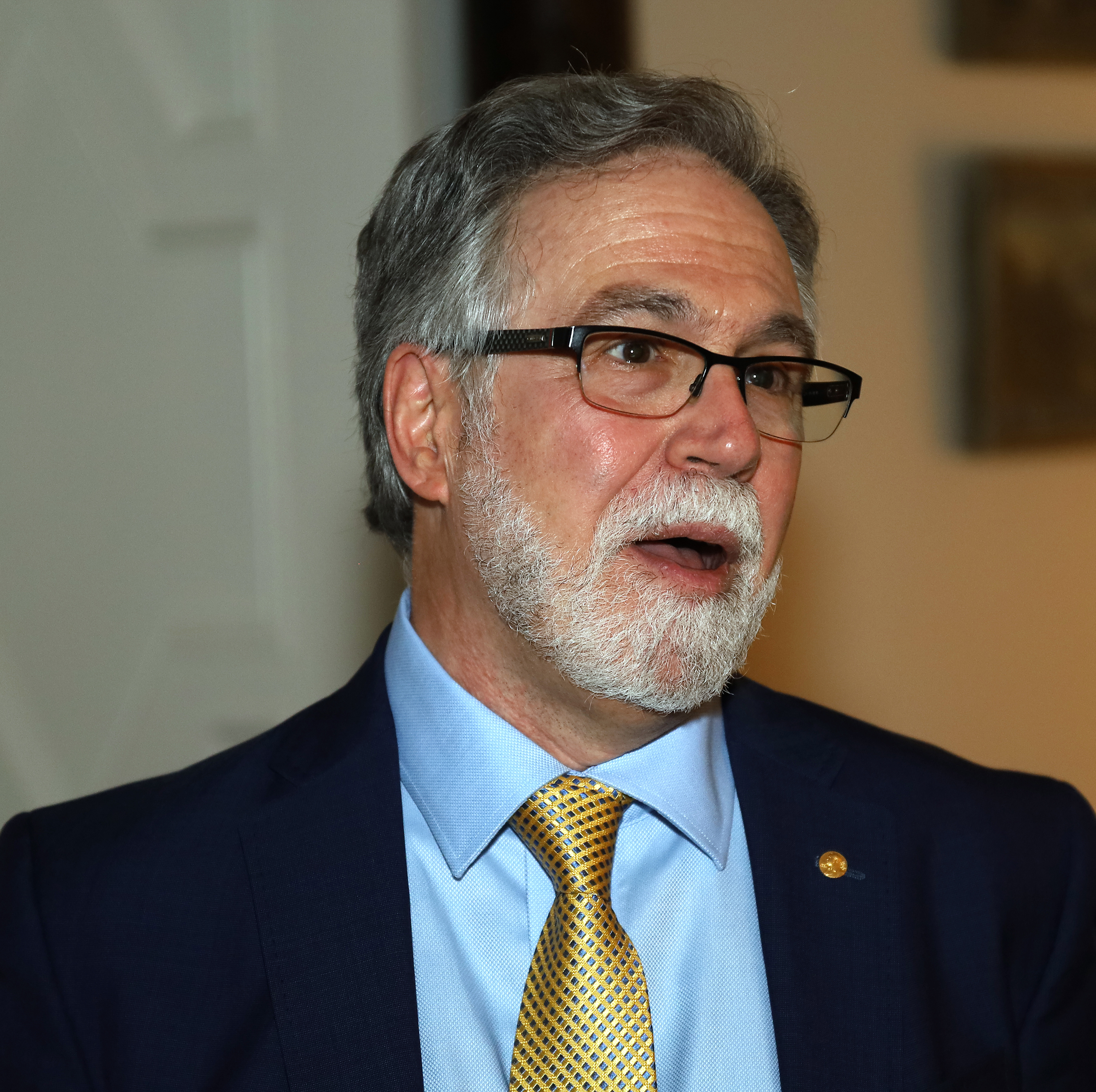
Gregg Semenza (2019)

Gregg Leonard Semenza (* 12. Juli 1956 in Flushing, Queens, New York City) ist ein US-amerikanischer Pädiater und Professor an der Johns Hopkins University in Baltimore, Maryland. Ihm wurde der Nobelpreis 2019 für Medizin zuerkannt.

## Leben
Gregg L. Semenza erwarb 1978 einen Bachelor an der Harvard University in Cambridge, Massachusetts, und 1982 einen M.D. und 1984 einen Ph.D. an der University of Pennsylvania in Philadelphia, Pennsylvania. Als Assistenzarzt arbeitete er am Duke University Medical Center in Durham, North Carolina. Als Postdoktorand arbeitete er in der Humangenetik der Johns Hopkins University in Baltimore, Maryland. Seit 1990 gehört er zum dortigen Lehrkörper und ist heute (Stand 2011) Professor an der Abteilung für Kinderheilkunde, Innere Medizin, Onkologie und Strahlentherapie.
Semenza konnte zeigen, dass sich Zellen mithilfe des Hypoxie-induzierten Faktors (HIF) an wechselnde Qualitäten der Sauerstoffversorgung anpassen können. HIF-1 reguliert die Transkription von Genen, die an der Glykolyse, an der Produktion von roten Blutkörperchen und an der Angiogenese beteiligt sind. Seine Arbeiten haben zahlreiche Forschungsgebiete befruchtet, darunter die Gefäßbiologie, die Erforschung der metabolischen Selbstregulation und die Krebsforschung.
Semenza hat laut Google Scholar einen h-Index von 195, laut Datenbank Scopus einen von 170 (Stand jeweils April 2023).

## Widerrufe
Im Jahr 2011 zog Semenza einen gemeinsam mit Naoki Mori (und anderen Mitarbeitern) verfassten Artikel aus dem Biochemical Journal zurück und im Jahr 2022 zog er laut Retraction Watch vier Artikel aus dem PNAS zurück. Bis 2022 wurden auf PubPeer Bedenken hinsichtlich der Integrität von Bildern in 52 von Semenza mitverfassten Artikeln geäußert. Dies hat zu Nachforschungen seitens der Zeitschriften geführt, in denen diese Artikel erschienen sind, was zu zahlreichen Korrekturen, Rücknahmen und Besorgnisäußerungen geführt hat.
Im Jahr 2023 wurden weitere Veröffentlichungen in PNAS und Oncogene zurückgezogen.
Bis zum Jahr 2023 wurden zehn seiner Forschungsarbeiten von Semenza wegen Datenverfälschung durch unsachgemäße Manipulation und/oder Vervielfältigung von Bildern zurückgezogen.

## Auszeichnungen (Auswahl)

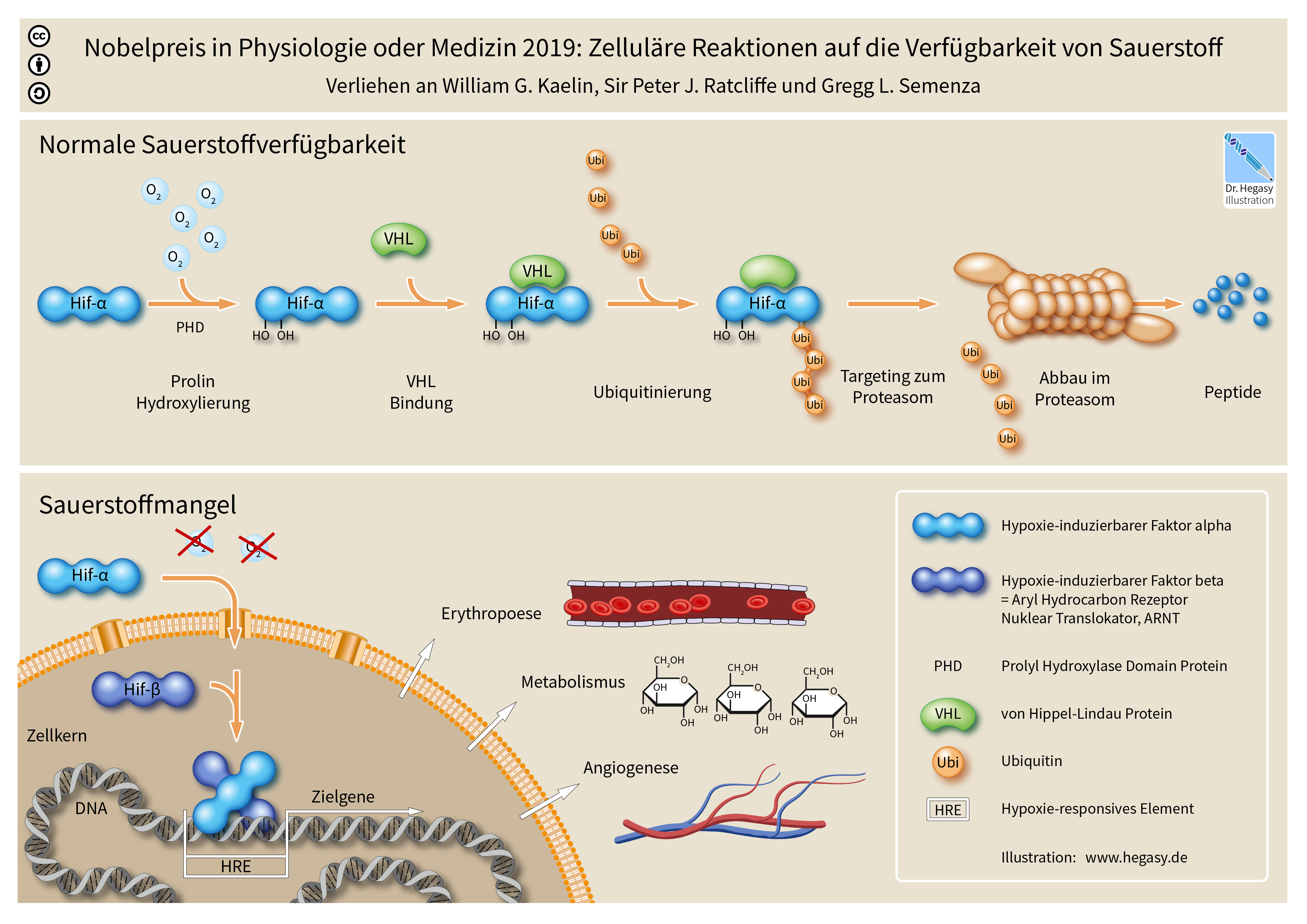
Nobelpreis für Physiologie/Medizin 2019: Zelluläre Anpassung an die Verfügbarkeit von Sauerstoff mittels Hif

- 2000: E. Mead Johnson Award der Society for Pediatric Research[12]
- 2008: Mitgliedschaft in der National Academy of Sciences[13]
- 2010: Canada Gairdner International Award[14][15]
- 2012: Stanley J. Korsmeyer Award
- 2014: Wiley Prize in Biomedical Sciences
- 2016: Albert Lasker Award for Basic Medical Research
- 2018: Massry-Preis
- 2019: Nobelpreis für Physiologie oder Medizin für die Entdeckung molekularer Mechanismen der Sauerstoffaufnahme von Zellen, zusammen mit William G. Kaelin und Peter J. Ratcliffe
- 2024: Genome Valley Excellence Award[16]

## Schriften (Auswahl)
- mit M. K. Nejfelt, S. M. Chi, S. E. Antonarakis: Hypoxia-inducible nuclear factors bind to an enhancer element located 3’ to the human erythropoietin gene, Proc Nat. Acad. Sci. USA, Band 88, 1991, S. 5680–5684
- mit G. L. Wang: A nuclear factor induced by hypoxia via de novo protein synthesis binds to the human erythropoietin gene enhancer at a site required for transcriptional activation, Mol. Cell. Biol., Band 12, 1992, S. 5447–5454
- mit G. L. Wang, B. H. Jiang, E. A. Rue: Hypoxia-inducible factor 1 is a basic-helix-loop-helix-PAS heterodimer regulated by cellular O2 tension, Proc. Natl. Acad. Sci. USA, Band 92, 1995, S. 5510–5514.
- Targeting HIF-1 for cancer therapy, Nat. Rev. Cancer, Band 3, 2003, S. 721–732
- mit J. A. Forsythe, B. H. Jiang, N. V. Iyer, F. Agani, S. W.  Leung, R. D. Koos: Activation of vascular endothelial growth factor gene transcription by hypoxia-inducible factor 1, Mol. Cell. Biol., Band 16, 1996, S. 4604–4613
- mit H. Zhong, A. M. De Marzo, E. Laughner, M. Lim, D.A. Hilton, D. Zagzag, P. Buechler, W. B. Isaacs, J. W. Simons: Overexpression of hypoxia-inducible factor 1 alpha in common human cancers and their metastases, Cancer Res., Band 59, 1999, S. 5830–5835
- mit anderen: Hypoxia-inducible factors in physiology and medicine, Cell, Band 148, 2012, S. 399–408